# 泰娜·劳伦斯
泰娜·劳伦斯（英語：Tayna Lawrence，1975年9月17日—），牙买加女子田径运动员。她曾代表牙买加参加2000年和2004年夏季奥林匹克运动会田径比赛，获得一枚金牌和二枚银牌。